# Mario Kart 7
Mario Kart 7 (マリオカート7, Mario Kāto Sebun) é um jogo eletrônico desenvolvido pela Nintendo EAD em cooperação com a Retro Studios e publicado pela Nintendo para o Nintendo 3DS no ano de 2011. O jogo esta disponível em Português de Portugal nas versões europeias do jogo.
Estão presentes nele 32 circuitos (16 retro e 16 novos), tendo multiplayer online e local para ate 8 jogadores. O visual e sons são semelhantes aos do Mario Kart Wii. È o jogo mais vendido do Nintendo 3DS.

## Jogabilidade
Mario Kart 7 mantem a mesma jogabilidade presente nos outros Mario Kart em que o jogador corre em 32 circuitos divididos em 8 copas com 4 circuitos cada. Os circuitos são baseados em cenários vistos na franquia Mario e em outras franquia como Wii Sports Resort e Wii Fit. Fora disso, circuitos visto em outros jogos da franquia voltam remodelados e reimaginados para as novas mecânicas do jogo. Após completar as 4 corridas, uma cerimonia acontece com a premiação (troféu) acontece, porem a cerimonia só acontece se o jogador ficar entre os 3 primeiros.
O jogo além de manter os controles visto em outros jogos, trouxe a mecânica do controle de movimento, adaptado para o giroscópio do 3DS. Com isso, a câmera do jogo se torna em Primeira pessoa (sendo um diferencial da mecânica de giroscópio visto no Nintendo WII em Mario Kart WII) tentando passar uma sensação de realismo para o jogo.
O jogo trouxe 3 grandes mecânicas que revolucionaram a forma de jogar o jogo e que influenciaram os jogos subsequentes da franquia:
A Primeira é a mecânica Subaquática, baseado em Donkey Kong Barrel Blast, essa mecânica consiste  nos Karts poderem entrar de baixo da agua, com isso as pistas antigas e as novas podem explorar áreas que os karts antigamente não poderiam explorar.
A Segunda mecânica foi a de planar o kart, com ela o jogador poderá voar pelo circuito após passar por uma rampa, o tempo de voo é limitado a forma que o jogador queira conduzir o kart (se o jogador mover o analógico para baixo ou para cima), os planadores mudam as estatística de peso e aceleração do kart.
A Terceira mecânica é a customização dos Karts, diferente dos outros jogos em que o jogador poderia mudar o kart que o jogador poderia dirigir, aqui o jogador pode customizar o kart inteiro, mudando as carroceria, pneus e os planadores. Ao todo são 17 carrocerias, 10 pneus e 7 planadores, dando um total de 1.190 combinações possíveis de se fazer, que mudam as estatísticas do carro, além dos próprios pilotos que tem suas estatísticas pré-definidas e não podem ser alteradas. O Desbloqueio de cada peça do kart é feito pelas moedas que estão presente no jogo, contudo as peças são desbloqueadas aleatoriamente exceto as peças de ouro dos karts, que são desbloqueadas após conseguir uma quantidade de moedas ou de feitos dentro do jogo.

### Tela superior
Na tela superior do console é onde acontece toda a gameplay do jogo, nela mostra o item que pode ser usado e as posição que o piloto esta, por ela que o jogador vê e pilota nas pistas, no âmbito da câmera do jogo, apertando o D-Pad Cima, a câmera muda para a primeira pessoa, contudo a condução do kart muda, para fazer as curvas é pelo controle de movimento do console, usando o giroscópio do 3DS, o Lakitu aparece a cada volta completada informando a volta que o jogador está.

### Tela inferior
Nessa tela, vê o numero de moedas e as voltas que está, por aqui o jogador pode mudar a forma que a tela pode ser útil:
- Na forma 1: a tela é uma espécie de satélite, mostrando o piloto de forma miniatura e a pista é mostrada assim que o piloto vai passando por ela, além disso o jogador pode ver as posições dos pilotos os itens coletados por todos os jogadores, incluindo se ira vir um casco vermelho ou azul;
- Na forma 2: a tela mostra o mapa todo da pista e os pilotos se movimentando por ela e suas posições, a possibilidade de ver o item que os jogadores (incluindo o seu) estão segurando e removido para mostrar o nome do piloto (seja completo ou abreviado);

### Modos de Jogo
O jogo contem alguns modos de jogo:
- Grand Prix: Modo onde o jogador joga as copas sendo 4 copas com pistas novas e 4 copas com pistas retros:*
- Contrarrelogio: Modo onde o jogador disputa sozinho para conseguir o melhor tempo nas corridas:
- Batalha de Balões: Modo onde o jogador batalha contra outros jogadores para estourar os balões de outros jogadores:
- Batalha de Moedas: Modo onde o/os jogador/jogadores competem para ter a maior quantidade de moedas coletadas:
- Canal Mario Kart: nesse modo o jogador pode jogar em pistas de outros jogadores via o StreetPass ou pelas comunidades do jogo:
- Multiplayer Online: Modo online do jogo:

*Houve uma redução da quantidade de pilotos disponíveis nas corridas em comparação ao Mario Kart Wii, de 12 para 8 pilotos;

### Personagens
| Personagens   | Peso     | Como Desbloquear                  |
| ------------- | -------- | --------------------------------- |
| Mario         | Medio    | Já Desbloqueavel                  |
| Luigi         | Medio    | Já Desbloqueavel                  |
| Peach         | Leve     | Já Desbloqueavel                  |
| Yoshi         | Leve     | Já Desbloqueavel                  |
| Bowser        | Pesado   | Já Desbloqueavel                  |
| Donkey Kong   | Cruzador | Já Desbloqueavel                  |
| Toad          | Pena     | Já Desbloqueavel                  |
| Koopa Troopa  | Pena     | Já Desbloqueavel                  |
| Daisy         | Leve     | Vença a copa 150cc Copa Cogumelo  |
| Wario         | Pesado   | Vença a copa 150cc Copa Flor      |
| Rosalina      | Cruzador | Vença a copa 150cc Copa Estrela   |
| Metal Mario   | Pesado   | Vença a copa 150cc Copa Especial  |
| Shy Guy       | Pena     | Vença a copa 150cc Copa Carapaça  |
| Abelha-Rainha | Pesado   | Vença a copa 150cc Copa Banana    |
| Lagartola     | Cruzador | Vença a copa 150cc Copa Folha     |
| Lakitu        | Pena     | Vença a copa 150cc Copa Relampago |
| Mii           | Medio    | Vença Todas as Copas do jogo      |

## Desenvolvimento
A Nintendo EAD começou o desenvolvimento do jogo no inicio de 2010, a ideia dos planadores e dos karts submersíveis surgiu durante a produção do Mario Kart WII, porem não foi implantada no jogo, por causa disso, nasceu a ideia de poder customizar os karts para deixar o fator dos karts mais importantes, como se fosse a roupa que pode ser escolhida para sair, segundo Hideki Konno.
O jogo passou por diversos problemas de produção, principalmente pelo fator de trabalhadores para trabalharem no jogo, muitos ou estavam ocupados desenvolvendo o Nintendogs + Cats, ou estavam ocupados desenvolvimento de The Legend Of Zelda: Skyward Sword ou Super Mario 3D Land. Com isso a Nintendo designou a Retro Studios para fazer o termino da produção do jogo o mais rápido possível para consegui lançar o jogo no Natal de 2011 A Retro ficou responsável em terminar as copas retro presentes no jogo
O Jogo foi lançado no final de 2011 com sucesso, porem devido ao fato deles precisarem terminar o jogo a tempo, algumas pistas acabaram ficando com um bug onde permintia o jogador pular parte do traçado dela, o maior problema era que esse bug acaba se tornando uma trapaça, pois esse bug era possivel ser feito no modo multiplayer online do jogo. Em Maio de 2012, a Nintendo remendou isso e corrigiu o bug apenas no modo multiplayer online, podendo ser feito normalmente no modo Offline do jogo (incluindo o multiplayer offline).

## Recepção e Vendas
O jogo teve criticas positivas, com uma media de 85 no Metacritic. A EuroGamer deu nota 8/10 elogiando o fato do 3D ser um deleite e mais confortável e de ser uma maravilha técnica para um portátil, porem critica a falta de criatividade apesar de ser bem robusta, A IGN deu nota 9/10 exaltando o modo online do jogo como um exemplo do que a Nintendo deveria fazer nos seus modos online, mas considera um fato criminoso o fato de não terem trazido o modo de missão, presente no Mario Kart DS. No Brasil, a Nintendo Blast deu nota 9/10 definindo o jogo como " o jogo multiplayer que faltava no 3DS" porem critica a falta de apelo popular os novos personagens e a criatividade das pistas, Já o Baixaki Jogos deu nota 90/100, elogiando as pistas, sendo uma mais divertida que a outra e deixa menos repetitiva para os jogadores que quiserem re-jogar o jogo criticando duramente a IA do jogo, sendo equilibrada exageradamente demais.
No Ambito de vendas, o Mario Kart 7 é o jogo Mais vendido do 3DS, o jogo de Mario Mais vendido do 3DS e o jogo de corrida mais vendido do 3DS com 18.99 milhões de Unidades.